# B2-es szuper rohamdroid
A B2-es szuper rohamdroid (angolul B2 super battle droid, röviden SBD) a Csillagok háborúja elképzelt univerzumában a Független Rendszerek Konföderációjának és a Kereskedelmi Szövetségnek az egyik hadereje. A B2-es szuper rohamdroid nem egyéb, mint egy továbbfejlesztett B1-es rohamdroid.

## Leírása
A B2-es szuper rohamdroid az elődjénél, a B1-es rohamdroidnál nagyobb, okosabb és önállóbb. Ez a droid 1,93 méter magas. Az érzékelő szerkezete vörös színű. Habár nincsen neme, a programja férfias tulajdonságokat mutat. Fegyverzete, jobb kéz: dupla lézer (wrist blaster), bal kéz: általában TriShot és rakéta (wrist rocket), de ezek cserélhetők más fegyverekre is. A hatékony gyártás érdekében sok részegységet tartalmaz a B1-es rohamdroid alkatrészei közül. Lábaikat mászókarmokkal vagy mágneses tapadókorongokkal lehetett kiegészíteni, ha a talaj ezt szükségessé tette. Mindkét karjuk cserélhető, a lézer helyett például gránátvetőt lehet rájuk felszerelni. Amikor a droid nem használja a lézert, függőleges helyzetben felfelé tartja.
A geonosisi csata után készült B2-es szuper rohamdroidok képesek voltak egymással kommunikálni egy leegyszerűsített galaktikus standard nyelven, bár intelligensnek nem voltak mondhatók. A droidok gyártója a Baktoid Combat Automata cég, ami a Kereskedelmi Szövetség részére készítette őket a naboo-i csata utáni években. A B2 átlagos ára a B1 árának 200-szorosa volt.
A droid külső vázát, azaz páncélzatát durániumból készítik. A legelső példányok elmosódott szürkék voltak, a későbbieket pedig kékre festették.
Ezt a droidot úgy tervezték, hogy ne függjön egy központi gondozó rendszertől, önállóbb legyen. Azonban mégis egy irányító jel mellett működik a legjobban, mivel ha túl távolra kerül az irányítójától, akkor a B2-es szuper rohamdroid egyszerűen megfeledkezik a teendőjéről, ha az ellenség kikerül a látóteréből.
Az „ősével”, az úgynevezett B1-es rohamdroiddal együtt a Galaxis történelmének a valaha létező legnagyobb hadseregét képezték. A legtöbb élőlény katonától eltérően a B2-es szuper rohamdroid egyaránt képes harcolni a víz alatt és az űrben is. Gyártásának célja az, hogy hatalmas létszámával lerohanja az ellenséget, emiatt nem a legokosabb mesterséges lények közé tartozik. Egy kis csellel el lehet terelni a figyelmét, amit a jedik sokszor kihasználtak a klónháborúk során.
A Kereskedelmi Szövetség a B1-es rohamdroidok mellett a B2-es szuper rohamdroidokat használja a legtöbbször, emiatt a klónháborúk idején majdnem mindegyik csatában részt vesznek.
A nabooi űrcsatáig (a füves puszták csatájának űrbeli megfelelője; ugyanabban az időben történik) a B1-es rohamdroidokat egy központi gondozó rendszer, e csata idején a Lucrehulk-class Droid Control Ship működtette. A Szeparatisták elvesztették ezt a csatát, és okulva a B1-esek központi függőségéből, a további harci droidjaikat önállóbbra tervezték át. Így alakult ki a B2-es szuper rohamdroid, amelyet legelőször 28 BBY-ben a Kashyyyk bolygón, a vukik ellen vetettek be.
Miután a klónok háborúja véget ért, az összes droidegységet deaktiválták. Azonban Gizor Dellso vezetésével egy új droidtípust kezdtek gyártani a Mustafaron. Ám a Birodalom keze ide is elért. A terveket megsemmisítették, a bázist pedig porig rombolták.
A Yuuzhan Vongok inváziója idején a Szövetségesek (Galactic Alliance) B2-es csapatokat is bevetettek.

## Megjelenése a filmekben, könyvekben, videójátékokban
A B2-es szuper rohamdroidot a „Star Wars: Jedi Starfighter” videójáték számára alkották meg. A tovább fejlesztett rohamdroid „A klónok támadása” és „A Sith-ek bosszúja”) című filmekben is szerepel. A „Star Wars: A klónok háborúja” című televíziós sorozat számos részében látható legalább egy-két B2-es szuper rohamdroid.
A fentieken kívül a B2-es szuper rohamdroidok rajzfilmekben, könyvekben, képregényekben és videójátékokban is szerepelnek, vagy meg vannak említve.

## Fordítás
- Ez a szócikk részben vagy egészben a B2 super battle droid című Wookieepedia-szócikk fordítása. Az eredeti cikk szerkesztőit annak laptörténete sorolja fel.